# Рассерженный гость
«Рассерженный гость» (кит. 惡客) — гонконгский драматический боевик производства студии братьев Шао. Продолжение фильма Поединок на кулаках (1971). Съёмки фильма проходили в Гонконге, Японии и Таиланде.

## Сюжет
В Таиланде инженер-архитектор Фань Кэ и его брат Вэньле помогают властям схватить преступника по имени Цянжэня. Тем не менее, спустя некоторое время, Цянжэнь сбегает из тюрьмы и ищет мести, убивая семью Вэньлэ и похищая его девушку, Юйлань, в Японию. Несмотря на то, что братья настигают Цянжэня, их шантажируют тем, что, если Цянжэня не отпустят, девушка будет убита. Вскоре после прибытия в Японию Кэ и Вэньле помогает криминальный авторитет, желающий вытеснить Цянжэня и заполучить его бизнес.

## В ролях
- Дэвид Цзян — Фань Кэ
- Ти Лун — Вэньле
- Цзин Ли[кит.] — Ху Юйлань
- Ясуаки Курата[яп.] — Кацу
- Пан Ин Джа — Акико
- Чэнь Син — Цянжэнь
- Гу Цюцинь — подруга жертвы грузовика
- Боло Йен — мускулистый японский головорез
- Ло Локлам[кит.] — студент, убитый грузовиком
- Ху Вэй — Сюй
- Цзе Юань[англ.] — японский меченосец
- Лэй Пханфэй[кит.] — главный архитектор
- Лён Сёнвань — японец
- Дэвид Яу — студент, убитый в Таиланде
- Сам Чхимпо — якудза
- Ван Гуанъюй — ученик школы Цзиньлун
- У Чицинь — якудза
- Лю Ган — студент, избитый в состязании
- Пао Цзявэнь — секретарь Ямагути
- Чен Хонъип — убитый студент
- Ким Ги Джу[кор.] — посланник якудза
- Брюс Тхон — убит ножом на улице
- Хон Сон Джун — японский снайпер

## Кассовые сборы
Кинотеатральный прокат фильма в Гонконге проходил с 29 февраля по 9 марта 1972 года. Общая сумма сборов за 10 дней кинопроката составила HK$ 1 221 526,30, что позволило гостю занять одиннадцатое место в списке самых кассовых гонконгских лент года.

## Восприятие
Реакция на фильм была неоднозначной. Положительно фильм оценили на сайте Silver Emulsion Film Reviews, где картина получила 3 звезды из 4 и была названа «фантастическим сиквелом». Также благосклонной была рецензия с сайта cityonfire.com, где написано, что «в отличие от «Поединка на кулаках» этот сиквел нельзя воспринимать всерьёз, что прекрасно срабатывает, учитывая его необычное содержание», и итоговая оценка там составляет 7 из 10. Негативно о картине высказались на русскоязычном портале HKCinema.ru — критике подвергся сюжет и постановка боевых сцен. Отрицательно оценил «гостя» и критик с ресурса easternkicks.com (2,5 звезды из 5): 
«Железный треугольник» стремится выработать свою магию другим подходом, но падает довольно низко...